# پیتر دریک سمن
پیتر دریک سَـمِن (انگلیسی: Peter Derrick Samman؛ ‏ ۲۰ مارس ۱۹۱۴ – ۱ دسامبر ۱۹۹۲) پزشک متخصص پوست، مو ناخن اهل انگلستان بود.
وی و «ویلیام وایت» نخستین بار سندرم ناخن زرد را توصیف کردند.